# 샘 커
서맨사 메이 커(영어: Samantha May Kerr, 1993년 9월 10일~)는 오스트레일리아의 여자 축구 선수로, 포지션은 공격수이다. 샘 커(영어: Sam Kerr)라는 애칭으로도 알려져 있으며 현재 잉글랜드 FA 여자 슈퍼리그의 첼시 FC 위민에서 활동하고 있다.

## 어린 시절
서맨사 커는 웨스턴오스트레일리아주 퍼스 교외에 위치한 이스트프리맨틀에서 영국계 인도인 아버지와 오스트레일리아인 어머니 사이에서 태어났다. 서맨사 커의 아버지인 로저 커는 인도 콜카타에서 잉글랜드인 아버지와 인도인 어머니 사이에서 태어났고 7세 시절에 오스트레일리아 퍼스로 이주했다.
로저 커는 오스트레일리아에서 오스트레일리안 풋볼 선수 겸 코치로 활동했고 서맨사 커의 오빠인 대니얼 커 또한 오스트레일리안 풋볼 선수로 활동했다. 서맨사 커도 어린 시절에 오스트레일리안 풋볼 선수로 활동했지만 12세 시절에 축구 선수로 전향하게 된다.

## 클럽 경력
2006년부터 2008년까지 웨스턴 나이츠 SC에서 축구 선수 생활을 시작했고 15세 시절이던 2009년에 오스트레일리아 W리그 무대에 데뷔하게 된다. 2008년부터 2011년까지 퍼스 글로리 소속으로 뛰었고 2012년부터 2014년까지 시드니 FC 소속으로 활약했다. 특히 2012-13 W리그 시즌에서는 시드니 FC의 W리그 챔피언십 우승에 기여했다.
2013년에 미국 내셔널 위민스 사커 리그의 시카고 레드 스타스로 이적했으며 2013 시즌에서는 시카고 레드 스타스의 내셔널 위민스 사커 리그 실드 우승에 기여했다. 2014년 8월에는 오스트레일리아의 퍼스 글로리로 복귀했다. 2015년부터 2017년까지 미국 내셔널 위민스 사커 리그의 스카이 블루에서 활약했으며 2017 시즌에서는 17골을 기록하여 골든부트를 수상했다. 2018년 1월 18일에는 시카고 레드 스타스로 복귀했고 2018 시즌에서 16골을 기록하면서 2회 연속으로 골든부트를 수상했다.
2019년에는 잉글랜드 FA 여자 슈퍼리그의 첼시 FC 위민으로 이적했다. 첼시에서도 해마다 리그와 FA컵 그리고 리그컵 우승에 공헌하였고, 2020-21 챔스리그 준우승에 공헌하였다.

## 국가대표 경력
15세 시절이던 2009년 2월에 열린 이탈리아와의 경기에 처음 출전하면서 오스트레일리아 여자 축구 국가대표팀 선수로 데뷔했다. 2011년 FIFA 여자 월드컵, 2015년 FIFA 여자 월드컵, 2016년 리우데자네이루 하계 올림픽, 2019년 FIFA 여자 월드컵, 2020년 도쿄, 2023년 FIFA 여자 월드컵에 참가했으며 2017년에는 아시아 축구 연맹(AFC) 올해의 여자 선수상을 수상했다.

## 수상

### 클럽
시드니 FC
- 오스트레일리아 W리그 1회 우승 (2012-13)

웨스턴 뉴욕 플래시
- 내셔널 위민스 사커 리그 실드 1회 수상 (2013)

퍼스 글로리
- 오스트레일리아 W리그 프리미어십 1회 우승 (2014)

첼시 FC 위민
- FA 여자 슈퍼리그 4회 우승 (2019-2020, 2020-2021, 2021-2022, 2022-2023)
- FA컵 3회 우승 (2020-2021, 2021-2022, 2022-2023)
- 리그컵 2회 우승 (2019-2020, 2020-2021)

### 국가대표
- 2010년 AFC 여자 아시안컵 우승
- 2014년 AFC 여자 아시안컵 준우승
- 2018년 AFC 여자 아시안컵 준우승

### 개인
- 내셔널 위민스 사커 리그 이 주의 선수 7회 선정 (2013년 9주, 2016년 18주, 2017년 9주, 2017년 12주, 2017년 17주, 2018년 15주, 2018년 22주)
- 내셔널 위민스 사커 리그 이 달의 선수 2회 선정 (2017년 5월, 2017년 6월)
- 내셔널 위민스 사커 리그 골든부트 2회 수상 (2017 시즌, 2018 시즌)
- 내셔널 위민스 사커 리그 MVP 수상 (2017 시즌)
- 내셔널 위민스 사커 리그 베스트 일레븐 선전 (2017 시즌, 2018 시즌)
- 2017년 AFC 올해의 여자 선수상 수상
- FA 여자 슈퍼 리그 올해의 선수 (2021-2022 시즌)
- FA 여자 슈퍼 리그 이달의 선수 (2021년 4월, 2022년 4월)
- FA 여자 슈퍼 리그 득점왕 (2020-2021 시즌, 2021-2022 시즌)
- 첼시 FC 올해의 여자 선수 (2021-2022 시즌, 2022-2023 시즌)